# Minna Todenhagen
Minna Todenhagen (* 14. August 1880 in Greifswald; † 16. November 1950 in Berlin) war eine deutsche Sozialpolitikerin und Mitbegründerin der Arbeiterwohlfahrt.

## Leben

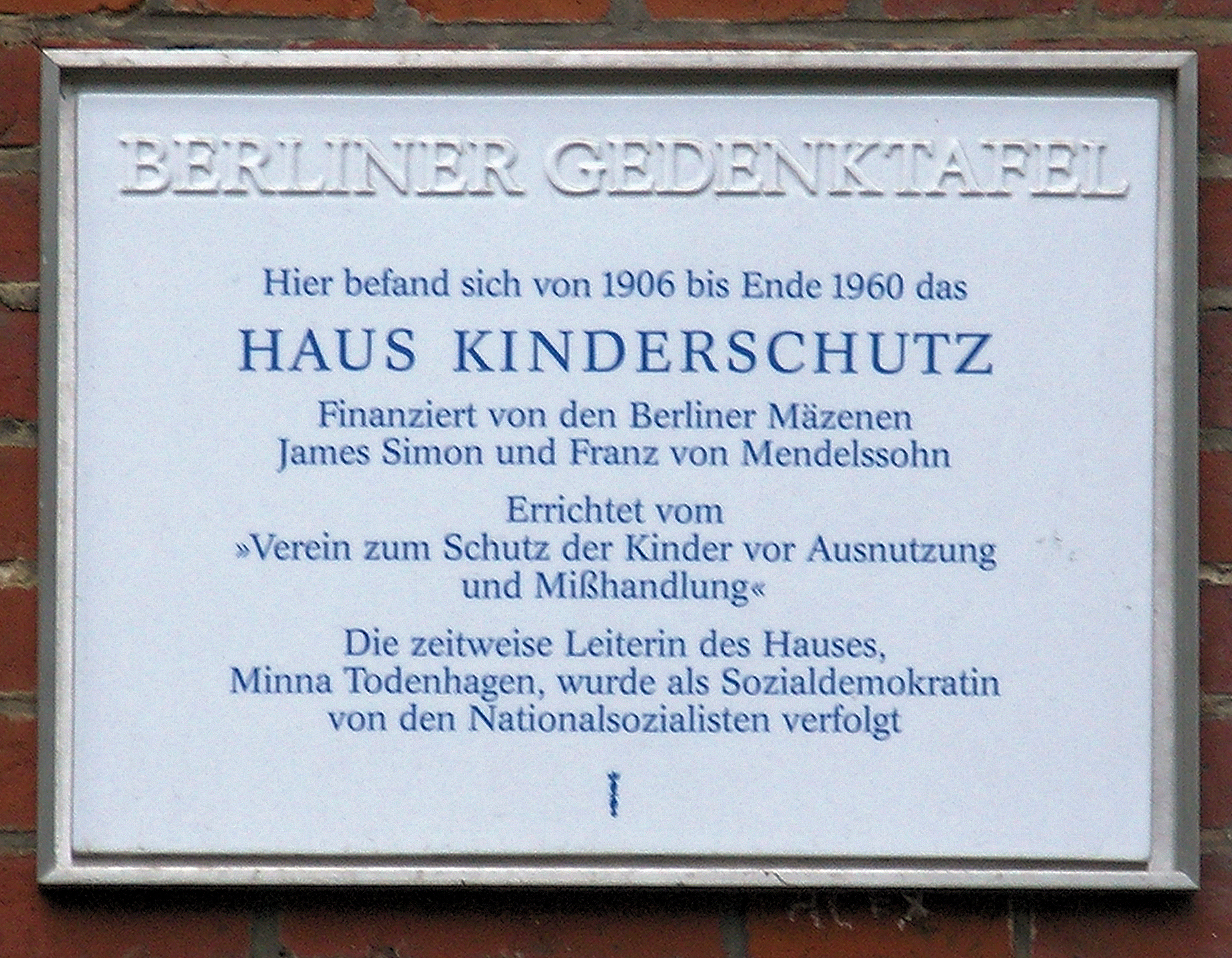
Berliner Gedenktafel in Berlin-Zehlendorf (Mäzene James Simon (1851–1932) und Franz von Mendelssohn (1865–1935))

Minna Todenhagen stammte aus einem sozialdemokratisch geprägten Elternhaus. Sie kam im Alter von 20 Jahren nach Berlin, besuchte hier die Handelsschule und war danach als kaufmännische Angestellte und später als Bürovorsteherin tätig. Ab 1912 war sie SPD-Mitglied. 1919 wurde sie als Gemeindevertreterin in Treptow und nach der Bildung von Groß-Berlin 1920 als Bezirksverordnete gewählt. Von 1925 bis 1932 war sie Mitglied der Berliner Stadtverordnetenversammlung. Sie engagierte sich hier für Jugend- und Kinderfürsorge sowie Wohlfahrtspflege und Sozialpolitik. Sie war maßgeblich am Aufbau der Wohlfahrtsorganisationen Berlins beteiligt. 1919 gehörte sie zu den Mitbegründerinnen der Arbeiterwohlfahrt, in der sie im Hauptvorstand tätig war und die Schulung der Helfer der Organisation aufbaute.
Im Organ der sozialdemokratischen Frauenbewegung „Die Gleichheit“ trat sie in mehreren Aufsätzen für die Trennung von Kirche und Staat und die gleichberechtigte Teilhabe von Frauen am gesellschaftlichen Leben ein. Zwischen 1929 und 1933 war sie als pädagogische Dezernentin im Landeswohlfahrts- und Jugendamt der Stadt Berlin tätig. Von 1930 bis zu ihrer Entlassung Ende 1933 leitete sie das „Haus Kinderschutz“ (errichtet vom „Verein zum Schutze der Kinder vor Ausnutzung und Mißhandlung“) in der Claszeile 57 in Berlin-Zehlendorf und dann erneut von 1945 bis 1949.
Nach der „Machtergreifung“ der NSDAP wurde sie entlassen und stand bis 1934 unter Polizeiaufsicht. Nach dem Attentat vom 20. Juli 1944 wurde sie im Verlauf der Aktion Gewitter für einige Wochen in Haft genommen. Nach dem Krieg war sie als Beisitzerin im Landesvorstand der Arbeiterwohlfahrt tätig. Sie wurde 1946 als Abgeordnete der SPD in die Berliner Stadtverordnetenversammlung gewählt, der sie bis 1948 angehörte.

## Ehrungen
- Berliner Gedenktafel[1] in der Claszeile 57 in Berlin-Zehlendorf (2007)
- Benennung einer Straße sowie einer Brücke in Berlin-Niederschöneweide und Oberschöneweide